# Heinrich Steinfest
Heinrich Steinfest (ur. 10 kwietnia 1961 w Albury) – austriacki pisarz, autor powieści kryminalnych.
Urodził się w Australii, jednak we wczesnym dzieciństwie zamieszkał w mieście pochodzenia rodziców - Wiedniu. W końcu lat 90. zamieszkał w Stuttgarcie. Współpracował z eksperymentalnymi teatrem, pisał opowiadania fantastyczno-naukowe. W 1996 opublikował pierwszą powieść kryminalną. Jest m.in. twórcą serii kryminałów z Chengiem. Na język polski przełożono Die feine Nase der Lilli Steinbeck z 2007. Subtelny nos Lilli Steinbeck jest pastiszem powieści sensacyjnej, częściowo rozgrywającym się w Niemczech i Grecji, za który autor otrzymał Deutscher Krimi Preis w 2008.